# Bajura (dystrykt)

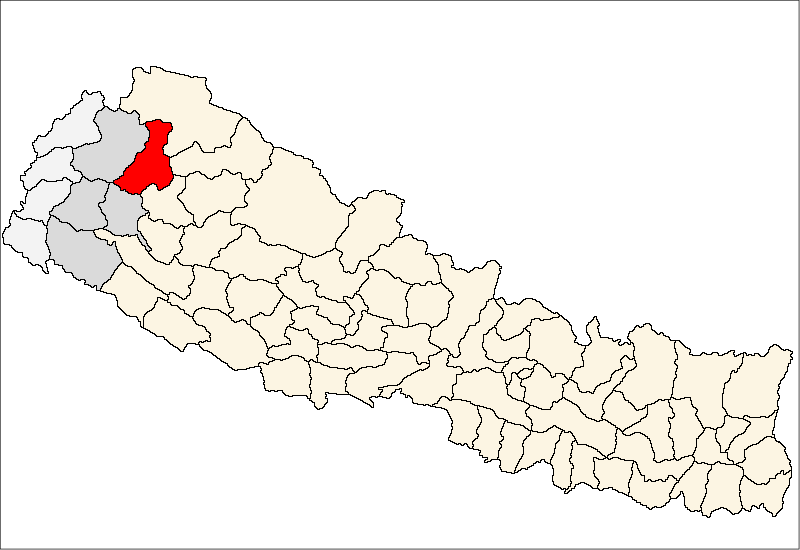
Dystrykt Bajura

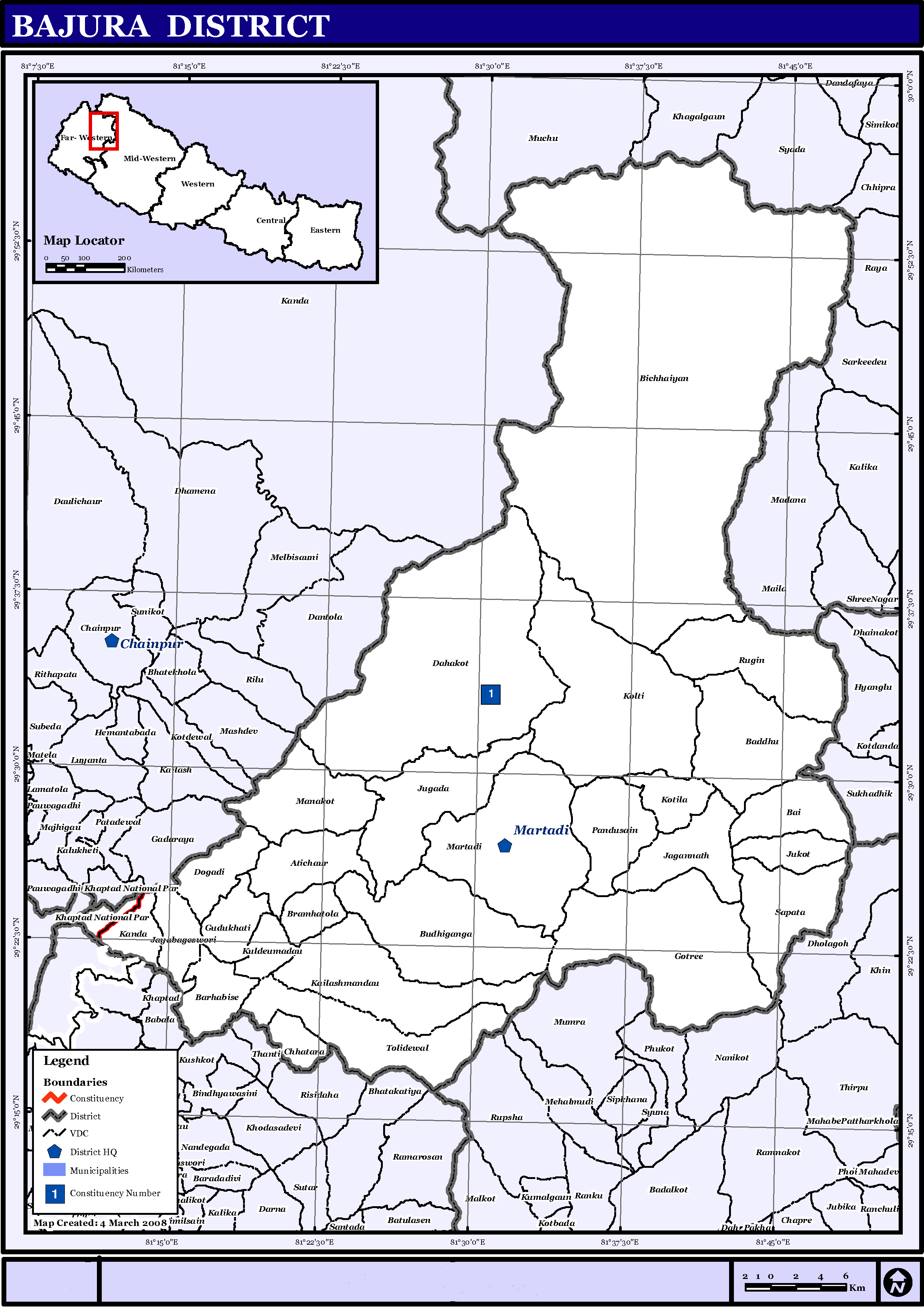
Dystrykt Bajura

Dystrykt Bajura (nep. बाजुरा) – jeden z siedemdziesięciu pięciu dystryktów Nepalu. Leży w strefie Seti. Dystrykt ten zajmuje powierzchnię 2188 km², w 2001 r. zamieszkiwało go 108 781 ludzi. Stolicą jest Martadi.